# Papilio warscewiczii
Espèce
Papilio warscewiczii est une espèce de lépidoptères (papillons) de la famille des Papilionidae. L'espèce est présente en Colombie, en Bolivie, en Équateur et au Pérou.